# Булоар
Булоар (фр. Bouloire) је насељено место у Француској у региону Лоара, у департману Сарт.
По подацима из 2011. године у општини је живело 2052 становника, а густина насељености је износила 76,65 становника/km².

## Демографија
| 1962. | 1968. | 1975. | 1982. | 1990. | 2011. |
| ----- | ----- | ----- | ----- | ----- | ----- |
| 1.660 | 1.532 | 1.433 | 1.594 | 1.829 | 2.052 |